# 헤다촌
헤다촌(戸田村)은 시즈오카현 기미사와군·다가타군에 설치되었던 촌이다. 현재의 누마즈시에 해당한다.

## 역사
1854년 12월 23일(가에이 7년 11월 4일)의 안세이 동해 지진에 의해서 이즈 반도는 해일의 피해를 입었다.이때 러시아 해군 중장 에핌 푸차친은 일본과의 수교 교섭을 위해 프리깃 디아나호(2000t급)를 타고 일본에 와 시모다에 정박해 있었다.쓰나미로 디아나호는 여러 차례 직격을 받고 반나절 동안 격렬하게 만내를 선회한 뒤 침몰은 면했지만 대파됐다.
디아나호는 파손된 선체를 복구하기 위해 막부의 허락을 받아 헤다촌으로 향했으나 항해 중 강풍과 파도를 만나 1855년 1월 15일(안세이 원년 11월 27일) 다고노우라 앞바다에서 좌초해 1855년 1월 19일(안세이 원년 12월 2일) 침몰한다.다행히 푸처친과 승무원은 대지진 피해자이기도 한 현지인들의 협력으로 구조돼 미야지마 마을(시즈오카 현 후지시)에 상륙한다. 푸처친 사절단의 응접사였던 가와지 성모도 즉각 구난대책을 강구했다. 이때 러시아인 일행은 자신이 처한 상황도 아랑곳하지 않고 헌신적으로 구조해 준 현지인들에 대해 크게 감사한 것으로 전해진다.
헤다촌에서는 헤다호의 동형선인 기미자와형을 양산해 일본 조선기술 발전에 크게 기여했다.
1856년(안세이 3년) 9월에 러일 우호의 상징이 된 「헤다호」는 일본에 반환되지만, 보신 전쟁 국면의 하코다테 전쟁에서 관군에 사용된 것을 마지막으로, 그 기록은 끊어져 있어, 장래의 자세한 것은 알려져 있지 않다.
- 1854년 - 디아나호(러시아 해군)가 안세이 동해 지진에 의한 해일에 의해 대파된 후, 미야지마촌(현, 후지시) 앞바다에서 침몰당했다. 미야다이쿠·우에다 토라키치등이 구조된 러시아인과 함께 헤다호를 건조, 조선 기술을 배웠다.
- 1889년 4월 1일 - 정촌제 시행과 함께 기미사와군 헤다촌이 성립하였다.
- 1896년 4월 1일 - 기미사와군이 다가타군에 편입하였다.
- 2003년 12월 - 누마즈시와 합병 협의회를 설치하였다.
- 2005년 4월 1일 - 헤다촌이 누마즈시에 편입되어 같은날 헤다촌은 폐지되었다.